# Narodowy Ruch Wyzwolenia Azawadu
Narodowy Ruch Wyzwolenia Azawadu (en: National Movement for the Liberation of Azawad - NMLA; fr: Mouvement National pour la Libération de l'Azawad - MNLA; ar: الحركة الوطنية لتحرير أزواد) – organizacja polityczno-militarna malijskich Tuaregów powstała w październiku 2011, której celem była walka o niepodległość Azawadu.

## Historia

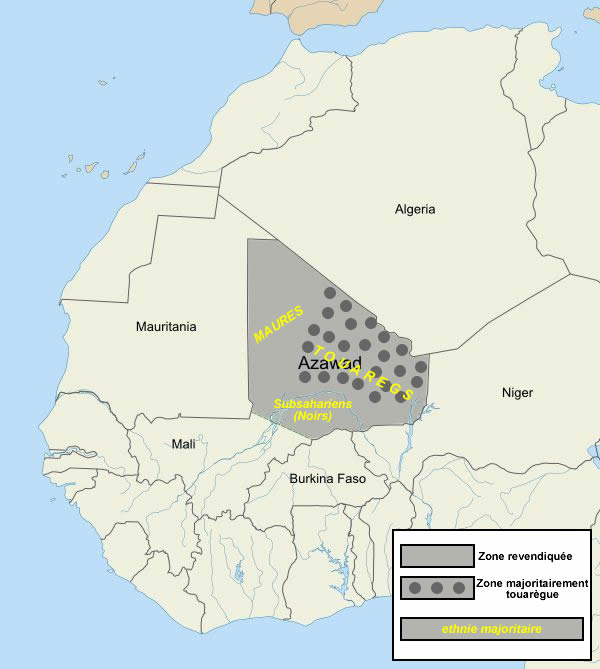
Lokalizacja Azawadu

Malijscy Tuaregowie zaciągali się do służby w armii libijskiej za czasów Muammara al-Kaddafiego i brali udział w walkach podczas wojny domowej w Libii w 2011. Jeszcze w trakcie wojny domowej kiedy libijscy powstańcy z pomocą NATO zdobywali przewagę i tuż po zakończeniu wojny domowej w Libii w 2011 uzbrojeni i zmobilizowani Tuaregowie powrócili na pustynne tereny Azawadu. W październiku 2011 powołali ugrupowanie Narodowego Ruchu Wyzwolenia Azawadu i w styczniu 2012 podjęli walkę o niepodległość tego regionu, deklarując że „będą kontynuować walkę tak długo dopóki Bamako nie uzna tego terytorium jako oddzielnego bytu”.
Tuaregowie zostali oskarżeni przez malijski rząd o współpracę z Al-Ka’idą. U boku NMLA walczyli fundamentaliści islamscy z ugrupowań Ansar Dine i Ruch na rzecz Jedności i Dżihadu w Afryce Zachodniej (MOJWA), którzy w październiku 2011 zerwali z Al-Ka’idą Islamskiego Magrebu (AQIM).
W wyniku walk w Mali doszło do buntu wojska malijskiego i zamachu stanu. Tuaregowie z kolei zajęli cały region Azwadu z najważniejszymi miastami: Kidal, Gao i Timbuktu. 6 kwietnia 2012 Tuaregowie ogłosili zakończenie działań zbrojnych oraz ogłosili deklarację niepodległości Azawadu, obejmującego północną część Mali komunikując jednocześnie nienaruszalność granic państw ościennych.
Porozumienie między NMLA i grupami islamskimi nie weszło w życie i doszło między nimi do starć zbrojnych. Celem deklarowanym przez Ansar Dine nie było uwolnienie Azawadu, tylko rozszerzenie wpływów fundamentalizmu islamskiego na obszar zajmowany przez Tuaregów z zachowaniem dotychczasowych granic Mali. Do czerwca 2012 r. islamiści zajęli po kolei wszystkie 3 regiony Azawadu (Kidal, Gao i Timbuktu), wprowadzając szariat, niszcząc zabytki sufickie i powodując masowe ucieczki ludności zamieszkałej w miastach. Głównym motywem Ansar Dine wskazywanym przez NMLA nie były jednak nieporozumienia na tle religijnym (Tuaregowie wyznają liberalny odłam islamu, charakteryzujący się otwartością i równouprawnieniem kobiet), tylko agentura okolicznych państw (bez jednoznacznego wskazania na Algierię) oraz działalność rządu w Bamako, powiązanego z siatką handlarzy narkotyków.
Sekretarzem Generalnym ugrupowania jest Bilal Ag Acherif, a dowódcą operacji zbrojnych Ag Mohamed Najem.